# Operador de d'Alembert
Em relatividade especial, eletromagnetismo e teoria ondulatória, o operador de d'Alembert {\displaystyle \Box ^{2}}, também chamado d'Alembertiano, é a generalização do laplaciano na métrica de Minkowski. Ele aparece em particular no eletromagnetismo para a descrição da propagação das ondas eletromagnéticas, assim como na equação de Klein-Gordon.

## Fórmula
O d'Alembertiano, geralmente denotado por {\displaystyle \Box ^{2}} no sistema de coordenadas cartesianas, é definido como: 
{\displaystyle \Box ^{2}={\frac {\partial ^{2}}{\partial x^{2}}}+{\frac {\partial ^{2}}{\partial y^{2}}}+{\frac {\partial ^{2}}{\partial z^{2}}}-{\frac {\partial ^{2}}{c^{2}\partial t^{2}}}},
onde c é a velocidade da luz. Pode ainda ser reescrito em função do laplaciano, como
{\displaystyle \Box ^{2}=\nabla ^{2}-{\frac {\partial ^{2}}{c^{2}\partial t^{2}}}}.